# MapServer
MapServer é um software livre que serve como ambiente de desenvolvimento para construção de aplicativos espaciais na internet. MapServer não é um SIG completo, e não deseja ser. Ao invés disso, MapServer se sobressai na apresentação de dados espaciais (mapas, imagens e dados vetoriais) na web.
Além de permitir visualizar dados de SIGs, MapServer permite que você crie imagens de mapas geográficos, mapas que podem direcionar usuários a outros conteúdos. 
MapServer foi originalmente desenvolvido pelo projeto ForNet da Universidade de Minnesota (UMN) em cooperação com a NASA e o Departamento de Recursos Naturais de Minnesota (MNDNR). Atualmente o projeto MapServer é abrigado pelo projeto TerraSIP, um projeto patrocinado conjuntamente pela NASA, UMN e um consórcio de interesses de gerenciamento da terra.
O software é mantido por um número crescente de desenvolvedores (cerca de 20) de vários lugares do mundo, e é patrocinado por um grupo de organizações que custeia melhorias e a manutenção.

## Principais Características
- Desenho de camadas e execução de aplicativos dependentes de escala
- Rotulação de camadas, incluindo mediação de colisão de rótulos
- Saída direcionada por modelos, altamente personalizáveis
- Fontes TrueType
- Automação de elementos de mapas (escala, mapa de referência e legenda)
- Mapeamento temático usando classes baseadas em expressões lógicas ou expressões regulares
- Uso de ambientes de desenvolvimento e linguagens de script populares: PHP, Python, Perl, Ruby, Java, e C#
- Utilizável em diversas plataformas: Linux, Windows, Mac OS X, Solaris, e outras
- Múltiplos formatos matriciais e vetoriais: TIFF/GeoTIFF, EPPL7, e vários outros através do GDAL; Shapefiles ESRI, PostGIS, ESRI ArcSDE, Oracle Spatial, MySQL e muitos outros via OGR; Especificações web do Open Geospatial Consortium (OGC); WMS (cliente/servidor), WFS não transacional (cliente/servidor), WMC, e WCS;
- Suporte a projeções de mapas (projeção em tempo real para mais de 1000 projeções através da biblioteca PROJ.4)